# Зайцев, Дмитрий Степанович
Дмитрий Степанович Зайцев (8 ноября 1911 — 16 октября 2004) — передовик советского сельского хозяйства, зоотехник-селекционер государственного племенного завода «Учумский» Ужурского района Красноярского края, Герой Социалистического Труда (1971).

## Биография
Родился 8 ноября 1911 года в деревне Кирилловка, ныне Убинского района Новосибирской области в русской крестьянской семье. Завершив обучение в 1938 году в Ставропольском сельскохозяйственном институте был направлен работать в Учумский племсовхоз зоотехником, в котором отработал 34 года. 
На протяжении многих лет трудовой деятельности он вёл работу по созданию и совершенствованию красноярской тонкорунной породы овец учумского типа, которая была официально утверждена 7 февраля 1963 года. На выставке достижений народного хозяйства эта порода овец была признана чемпионом. Она наиболее вынослива в условиях сибирского климата, даёт большой настриг шерсти до 5,3 килограмма. Благодаря успешной селекционной работе разведение именно этой породы овец ещё долгое время широко использовалось в овцеводстве всего Советского Союза. Племенной молодняк отправляли более чем в 20 краёв и областей Сибири, Урала, Дальнего Востока, Казахстана и Средней Азии.
За выдающиеся успехи, достигнутые в развитии сельскохозяйственного производства и выполнении пятилетнего плана продажи государству продуктов земледелия и животноводства, Указом Президиума Верховного Совета СССР от 8 апреля 1971 года Дмитрию Степановичу Зайцеву было присвоено звание Героя Социалистического Труда с вручением ордена Ленина и золотой медали «Серп и Молот».
В 1971 году вышел на заслуженный отдых. Является автором более 10 научных статей и рефератов по селекционной работе в овцеводстве. 
Умер 16 октября 2004 года.

## Награды
За трудовые успехи удостоен:
- золотая звезда «Серп и Молот» (08.04.1971)
- орден Ленина (08.04.1971)
- Орден Трудового Красного Знамени (22.03.1966)
- Орден «Знак Почёта» (10.09.1945)
- Медаль «За освоение целинных земель»
- другие медали.